# Laucha (Turingia)
Laucha (Thüringen) este o comună din landul Turingia, Germania.